# Liolaemus riojanus
Liolaemus riojanus este o specie de șopârle din genul Liolaemus, familia Tropiduridae, descrisă de Cei 1979. Conform Catalogue of Life specia Liolaemus riojanus nu are subspecii cunoscute.